# Baetis niger
Espèce
Baetis niger est une espèce d'insectes de l'ordre des éphéméroptères.

## Caractéristiques physiques
- Nymphe : de 3 à 8 mm pour le corps
- Imago :
  - Corps : de 4 à 8 mm
  - Cerques : ♂ 9 à 12 mm, ♀ 5 à 8 mm
  - Ailes : de 6 à 8 mm

Espèce très reconnaissable par sa couleur : Baetis niger est pratiquement noire !
Nota bene : si le subimago de Baetis niger a les ailes de gris très foncé à noires, l'imago lui a les ailes totalement transparentes.

## Éclosion
Entre 11h30 et 14h30, plus particulièrement par temps froid et humide, de début mai à mi-juin.